# Суперкубок NI

Логотип турнира

Суперкубок NI (англ. SuperCupNI), ранее известный как Молочный кубок  (англ. Milk Cup) — международный юношеский футбольный турнир, проходящий ежегодно. Матчи Кубка проходят в городе Колрейн на северном побережье Северной Ирландии.

Логотип Молочного кубка до 2014 года

## Регламент турнира
Турнир состоит из трёх возрастных групп:

### Элитная группа (англ.Elite section)
В этой группе участвует шесть национальных команд. Возраст игроков не должен превышать 19 лет. Каждая команда проводит по два квалификационных матча (первый в понедельник, а второй в среду). По итогам этих матчей две команды, набравшие в сумме большее количество очков, выходят в финал, который проводится в пятницу. Оставшиеся команды играют матчи за 3 — 6 место.
Если по количеству очков нельзя выявить финалистов, то сначала учитывается разница забитых и пропущенных мячей, а затем количество забитых голов. Если все эти показатели равны, то на четверг назначается серия пенальти.

### Премьер группа (англ.Premier section)
В этой группе участвуют как национальные команды, так и клубы различных стран. Возраст игроков не должен превышать 17 лет.
Команды, занявшие с 1 по 8 место выходят в стадию плей-офф (англ. N.I. Milk Cup Knock Out Stages), победитель которой получает Молочный Кубок. Команды, занявшие с 9 по 16 место выходят в стадию плей-офф (англ. B.T. Trophy Knock Out Stages), победитель которой получает Б. Т. Трофей. Команды, занявшие с 17 по 24 место выходят в стадию плей-офф (англ. Dunluce Trophy Knock Out Stages), победитель которой получает Трофей Данлус.

### Юниорская группа (англ.Junior section)
В этой группе участвуют как национальные команды, так и клубы различных стран. Возраст игроков не должен превышать 15 лет.
Команды, занявшие с 1 по 8 место выходят в стадию плей-офф (англ. N.I. Milk Cup Knock Out Stages), победитель которой получает Молочный Кубок. Команды, занявшие с 9 по 16 место выходят в стадию плей-офф (англ. B.T. Trophy Knock Out Stages), победитель которой получает Б. Т. Трофей. Команды, занявшие с 17 по 24 место выходят в стадию плей-офф (англ. Dunluce Trophy Knock Out Stages), победитель которой получает Трофей Данлус.
Финальный матч за Трофей Данлус проводится в 11:00 по гринвичскому времени на стадионе «Андерсон Парк» в городе Колрейн.
Финальный матч за Б. Т. Трофей проводится в 11:00 по гринвичскому времени на стадионе «Роу Милл» в городе Лимавади.
Финальный матч за Молочный Кубок проводится 16:00 по гринвичскому времени на стадионе «Шоуграундс» в городе Колрейн.

## История
Молочный Кубок (англ. Milk Cup) появился в 1983 году. Тогда в турнире участвовало шестнадцать команд, составленных из игроков до 17 лет (Premier). Мотеруэлл из Шотландии был первым победителем соревнования, обыграв в финале клуб Колрейн со счётом 5-0.
В 1985 турнир был расширен (появилась новая возрастная группа «Юниорская группа» (англ. Junior section), в которой участвуют игроки до 15 лет). Первый турнир в этой группе тоже выиграла шотландская команда, но на этот раз это был футбольный клуб Рейнджерс, обыгравший в финале клуб из Северной Ирландии Крейгавон Юнайтед.
Элитная группа (англ. Elite section) появилась лишь в 1995 году. И первым победителем этой возрастной группы была команда Уэльса.
Множество великих футболистов участвовали в Молочном Кубке, среди них Дэвид Бекхэм, Пол Скоулз, Уэйн Руни. 30 футболистов, игравших в своё время в Молочном Кубке, участвовало на чемпионате мира 2002 года.
В 2014 году, после того, как Совет по молочной промышленности Северной Ирландии завершил своё давнее спонсорство турнира, была заключена сделка с компанией Dale Farm, в результате чего в 2014—2015 годах соревнование именовалось «Дейл Фарм Молочный кубок» (англ. Dale Farm Milk Cup). С 2016 года, после того как сотрудничество с Dale Farm было прекращено по обоюдному согласию сторон, турнир получил своё нынешнее название «Суперкубок NI» (англ. SuperCupNI), но в будущем не исключается появление нового титульного спонсора.

## Страны участницы
С того момента как в 1983 году впервые стартовал Молочный Кубок в нём участвовали команды с различных уголков света. Вот список всех 56 стран, участвовавших в соревнованиях с 1983 года по 2006 год включительно:
| - Австралия - Австрия - Алжир - Англия - Аргентина - Бельгия - Бермуды - Бразилия - Венгрия - Германия - Гран-Канария - Греция - Дания - Джерси - Израиль - Индия - Ирландия - Исландия - Испания - Италия |  |  |  |  | - Камерун - Канада - Катар - Китай - Коста-Рика - Лихтенштейн - Мальта - Мексика - Нидерланды - Новая Зеландия - Парагвай - Польша - Португалия - Россия - Самоа - Северная Ирландия - Сингапур - Словакия - Словения - Соединённые Штаты Америки |  |  |  |  | - Соломоновы Острова - Тенерифе - Турция - Украина - Уругвай - Уэльс - Фиджи - Финляндия - Франция - Чили - Швейцария - Швеция - Шотландия - Эстония - Южно-Африканская Республика - Япония |

## Главные гости на церемонии открытия
Список известных людей из мира футбола, которые в разные года принимали участие в официальной церемонии открытия кубка.
- 1983 Хэрри Каван
- 1984 Питер Доэрти
- 1985 Мартин О'Нил
- 1986 Хэрри Каван
- 1987 Вилли МакФаул
- 1988 Дэнни Бланчфлауэр
- 1989 Эрни Уолкер
- 1990 Джон Линн
- 1991 Мартин Бачан
- 1992 Берти Пикок
- 1993 Уильям Бингхэм
- 1994 Сэр Алекс Фергюсон
- 1995 Джо Ройл
- 1996 Денис Лоу
- 1997 Пат Дженнингс
- 1998 Крейг Браун
- 1999 Иан Раш
- 2000 Грэм Сунесс
- 2001 Питер Бирдсли
- 2002 Марк Хьюз
- 2003 Бранко
- 2004 Дэвид Хампрейс
- 2005 Брайан Макклер
- 2006 Лоури Санчес

## Финалы
Юниорская группа
- 1985 Рейнджерс 1-1 Крейгавон Юнайтед (Рейнджерс победил 6-5 по пенальти)
- 1986 Крейгавон Юнайтед 2-1 Кру Александра
- 1987 Данди Юнайтед 1-0 Кру Александра (Дополнительное время)
- 1988 Хоум Фарм 3-0 Данди Юнайтед
- 1989 Дангэннон Свифтс 4-3 Дублин и Дистрикт Скулбойз Лиг
- 1990 Кру Александра 4-1 Хиберниан
- 1991 Норвич Сити 2-0 Данди Юнайтед
- 1992 Норвич Сити 3-0 Харт оф Мидлотиан
- 1993 Словакия 2-0 Харт оф Мидлотиан
- 1994 Мидлсбро 1-0 Манчестер Юнайтед
- 1995 Эвертон 2-2 Норвич Сити (Эвертон победил 4-3 по пенальти)
- 1996 Вест Хэм Юнайтед 3-0 Мотеруэлл
- 1997 Вест Хэм Юнайтед 1-0 Мидлсбро
- 1998 Кру Александра 3-1 Вест Хэм Юнайтед
- 1999 Манчестер Сити 2-0 Эвертон
- 2000 Чарльтон Атлетик 1-1 Манчестер Сити (Чарльтон победил 8-7 по пенальти)
- 2001 Норвич Сити 1-0 Харт оф Мидлотиан
- 2002 Эвертон 1-0 Ботафого
- 2003 Расинг Авельянеда 1-0 Харт оф Мидлотиан
- 2004 Маккаби (Хайфа) 5-1 Эвертон
- 2005 Лингби 0-0 ЦСКА (Лингби победил 4-3 по пенальти)
- 2006 Суиндон Таун 1-1 Крамлин Юнайтед (Суиндон победил 5-4 по пенальти)
- 2007 Сэйнт Кевинс 0-1 Гвадалахара
- 2008 Эвертон 3-2 Вулверхэмптон Уондерерс

Премьер группа
- 1983 Мотеруэлл 5-0 Колрейн
- 1984 Рейнджерс 1-0 Харт оф Мидлотиан
- 1985 Ньюкасл Юнайтед 4-1 Колрейн
- 1986 Данди Юнайтед 4-0 Ньюкасл Юнайтед
- 1987 Кру Александра 2-0 Ливерпуль
- 1988 Ливерпуль 4-0 Мотеруэлл
- 1989 Ньюкасл Юнайтед 2-0 Манчестер Юнайтед
- 1990 Тоттенхем Хотспур 2-1 Кру Александра
- 1991 Манчестер Юнайтед 2-0 Харт оф Мидлотиан
- 1992 Рейнджерс 2-1 Ноттингем Форест
- 1993 Черри Очед 1-1 Рейнджерс (Черри Очед победил 4-2 по пенальти)
- 1994 Харт оф Мидлотиан 2-0 Россия
- 1995 Россия 0-0 Фейеноорд (Россия победила 4-2 по пенальти)
- 1996 Тоттенхем Хотспур 1-0 Блэкберн Роверс
- 1997 Мидлсбро 2-1 Манчестер Юнайтед
- 1998 Чили 2-1 Вест Хэм Юнайтед (Золотой гол)
- 1999 Кру Александра 2-1 Манчестер Юнайтед
- 2000 Турция 1-0 Манчестер Сити (Золотой гол)
- 2001 Парагвай 6-0 Манчестер Юнайтед
- 2002 Лидс Юнайтед 4-0 Панатинаикос
- 2003 Манчестер Юнайтед 1-0 Престон Норд Энд (Золотой гол)
- 2004 Харт оф Мидлотиан 3-1 Бельведер
- 2005 Барселона 1-0 Челси
- 2006 Спартак Москва 1-0 Рапид Вена
- 2007 Флуминенсе 2-1 Манчестер Юнайтед
- 2008 Манчестер Юнайтед 3-0 Саус Каст Байерн

Элитная группа
До 2002 года победитель определялся в формате лиги
- 1995 Уэльс
- 1996 Турция
- 1997 Северная Ирландия
- 1998 Турция
- 1999 Витория Салвадор
- 2000 Чили
- 2001 Мексика
- 2002 Парагвай 1-0 Дания
- 2003 Парагвай 3-2 Бразилия
- 2004 Турция 1-0 Бразилия
- 2005 США 4-1 Северная Ирландия
- 2006 Парагвай 2-0 США
- 2007 Северная Ирландия 1-4 Израиль
- 2008 Северная Ирландия 2-1 Чили

## Список победителей
| Год  | Элитная группа    | Премьер группа    | Юниорская группа  |
| ---- | ----------------- | ----------------- | ----------------- |
| 1983 | не проводился     | Мотеруэлл         | не проводился     |
| 1984 | не проводился     | Рейнджерс         | не проводился     |
| 1985 | не проводился     | Ньюкасл Юнайтед   | Рейнджерс         |
| 1986 | не проводился     | Данди Юнайтед     | Крейгавон Юнайтед |
| 1987 | не проводился     | Кру Александра    | Данди Юнайтед     |
| 1988 | не проводился     | Ливерпуль         | Хоум Фарм         |
| 1989 | не проводился     | Ньюкасл Юнайтед   | Дангэннон Свифтс  |
| 1990 | не проводился     | Тоттенхем Хотспур | Кру Александра    |
| 1991 | не проводился     | Манчестер Юнайтед | Норвич Сити       |
| 1992 | не проводился     | Рейнджерс         | Норвич Сити       |
| 1993 | не проводился     | Черри Очед        | Словакия          |
| 1994 | не проводился     | Харт оф Мидлотиан | Мидлсбро          |
| 1995 | Уэльс             | Россия            | Эвертон           |
| 1996 | Турция            | Тоттенхем Хотспур | Вест Хэм Юнайтед  |
| 1997 | Северная Ирландия | Мидлсбро          | Вест Хэм Юнайтед  |
| 1998 | Турция            | Чили              | Кру Александра    |
| 1999 | Витория Салвадор  | Кру Александра    | Манчестер Сити    |
| 2000 | Чили              | Турция            | Чарльтон Атлетик  |
| 2001 | Мексика           | Парагвай          | Норвич Сити       |
| 2002 | Парагвай          | Лидс Юнайтед      | Эвертон           |
| 2003 | Парагвай          | Манчестер Юнайтед | Расинг Авельянеда |
| 2004 | Турция            | Харт оф Мидлотиан | Маккаби (Хайфа)   |
| 2005 | США               | Барселона         | Лингби            |
| 2006 | Парагвай          | Спартак Москва    | Суиндон Таун      |
| 2007 | Израиль           | Флуминенсе        | Гвадалахара       |
| 2008 | Северная Ирландия | Манчестер Юнайтед | Эвертон           |